# Elephas
Elephas è uno dei due generi viventi della famiglia degli elefanti, Elephantidae. Il genere contiene una singola specie sopravvissuta, l'elefante asiatico (Elephas maximus).
Sono state, inoltre, identificate diverse specie estinte appartenenti al genere, tra cui Elephas recki, Elephas antiquus e gli elefanti nani E. falconeri ed E. cypriotes. Il genere è strettamente correlato al genere Mammuthus.

## Tassonomia

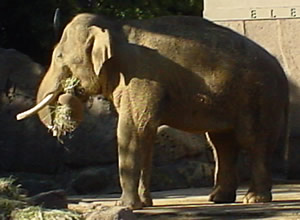
Elephas maximus

Il genere Elephas è assegnato alla famiglia Elephantidae ed è composto da una singola specie vivente e sette specie estinte:
- Elephas maximus – Elefante asiatico[1]
  - Elephas maximus indicus – Elefante indiano
  - Elephas maximus maximus – Elefante dello Sri Lanka
  - Elephas maximus sumatranus – Elefante di Sumatra
  - Elephas maximus borneensis – Elefante del Borneo, proposta ma non riconosciuta come valida;[4]
  - † Elephas maximus sondaicus - Elefante di Java
  - † Elephas maximus rubridens – Elefante cinese
  - † Elephas maximus asurus – Elefante siriano
- † Elephas beyeri – descritta da resti fossili ritrovati nel 1911 a Luzon, nelle Filippine, da von Königswald;[5]
- † Elephas celebensis – Elefante nano di Sulawesi, ritrovato nel sud di Sulawesi da Hooijer (1949);[6]
- † Elephas ekorensis – ritrovato nella Formazione Kubi Algi, Turkana, Kenya;[3]
- † Elephas hysudricus – descritta da resti fossili ritrovati in Siwalik da Falconer e Cautley (1845);[7]
- † Elephas hysudrindicus – un elefante fossile, risalente al Pleistocene di Giava, e differente da Elephas maximus sondaicus;[8]
- † Elephas iolensis
- † Elephas platycephalus